# Nem hivatalosan használt hívójelprefixek

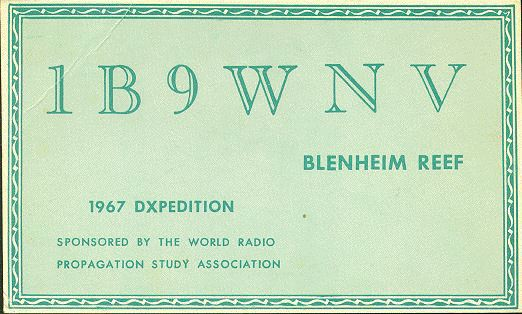
QSL lap, nem hivatalos prefixszel.

Nem hivatalosan használt hívójelprefixnek nevezzük azokat a hívójelprefixeket, amelyeket az ITU jóváhagyása nélkül használ valamely állam, vagy egyéb szervezet, közösség.

## Nem hivatalosan használt hívójelprefixek listája[1][2][3]
| Prefix | Használó                                                           | ITU zóna | CQ zóna | QTH lokátor            | Hivatalos prefix (2014) |
| ------ | ------------------------------------------------------------------ | -------- | ------- | ---------------------- | ----------------------- |
| 0S     | Seborga Hercegség (mikronemzet)                                    | 28       | 15      | JN33UT38               |                         |
| 1A     | Máltai lovagrend                                                   | 28       | 15      |                        |                         |
| 1B     | Észak-Ciprus                                                       | 39       | 20      | KM65                   |                         |
| 1B     | Blenheim Reef                                                      | 41       | 39      | MI62                   |                         |
| 1C     | Csecsenföld                                                        | 29       | 16      | LN23                   |                         |
| 1G     | Banc du Geyser                                                     | 53       | 39      | LH38PK                 |                         |
| 1M     | Republic of Minerva                                                | 62       | 32      | AG06                   |                         |
| 1P     | Seborga Hercegség (mikronemzet)                                    | 28       | 15      | JN33UT38               |                         |
| 1S     | Spratly-szigetek                                                   | 50       | 26      | OJ79                   |                         |
| 1SL    | Sealand Hercegség                                                  | 27       | 14      | JO01QV                 |                         |
| 1X     | Csecsenföld                                                        | 29       | 16      | LN23                   |                         |
| 1Z     | Kayin State                                                        | 49       | 26      | NK87                   |                         |
| D1     | Donyecki Népköztársaság (Ukrajna hívójelkörzetei, Donecki terület) | 29       | 16      | KN87, KN88, KN97, KN98 |                         |
| H5     | Bantusztán                                                         | 57       | 38      | JG, KG                 |                         |
| M1     | San Marino                                                         | 28       | 15      | JN63FW                 | T7                      |
| S0     | Nyugat-Szahara                                                     | 46       | 33      | IL                     |                         |
| S1     | Sealand Hercegség                                                  | 27       | 14      | JO01QV                 |                         |
| S4     | Bantusztán (Ciskei)                                                | 57       | 38      | JG, KG                 | ZS                      |
| T0     | Seborga Hercegség (mikronemzet)                                    | 28       | 15      | JN33UT38               |                         |
| T4     | Bantusztán (Venda)                                                 | 57       | 38      | JG, KG                 | ZS                      |
| T8     | Seborga Hercegség (mikronemzet)                                    | 28       | 15      | JN33UT38               |                         |
| V9     | Bantusztán (Venda)                                                 | 57       | 38      | JG, KG                 | ZS                      |
| X5     | Bosznia-Hercegovina hívójelkörzetei                                | 28       | 15      | JN84                   | E7                      |